# Manuel de Pinazo
Manuel de Pinazo (ca. 1718-1792) fue un importante hacendado y comandante de milicias español con importante actuación en la defensa de la frontera del Virreinato del Río de la Plata con las tribus indígenas a fines del siglo XVIII.

## Biografía
Manuel de Pinazo nació en la ciudad de Buenos Aires, hijo de Andrés de Pinazo y de María Antonia Funes, alrededor del año 1718.
Contrajo matrimonio con Polonia Amarillo con quien tuvo tres hijos: José Gregorio en 1739, María Martina en 1743 y Casimiro en 1744. 
Habitaba el pago de Luján, uno de los afectados por el gran malón de 1740. A comienzos de 1741 Pinazo ingresó como cabo de escuadra de una de las compañías "del número" de las milicias de caballería de la ciudad al mando del maestre de campo Juan de San Martín y Gutiérrez, quien el 9 de agosto de ese mismo año lo promovió a sargento de la compañía, al mando del capitán Fernando de la Cruz y Herrera.
En el censo de 1744 la de Pinazo era una de las cinco familias (veinte personas) vecinas de la capilla de Nuestra Señora del Pilar en el pago de Luján, donde tenía una pulpería en el descampado.
El 5 de julio de 1756 adquirió las "Suertes de Sobras", en total 14850 varas cuadradas.
Dichas suertes, otorgadas por el fundador de Buenos Aires Juan de Garay a su compañero de expedición Alonso de Escobar el 7 de febrero de 1582, nacían en un arroyo y terminaban en los fondos de las suertes de estancia que nacían en el Río de las Conchas, hoy río Reconquista. El arroyo que les daba origen recibió el nombre de su propietario, Arroyo Pinazo.
Alonso de la Vega el 16 de agosto de 1760 le libró título de capitán de milicias de la compañía de vecinos del Partido de la Cañada de Escobar.
En 1762, al frente de sus milicianos de caballería participó del sitio y captura de Colonia del Sacramento, primera acción de la expedición al mando de Pedro de Cevallos: "Diego de Salas, coronel de los ejércitos de S.M. y teniente de Rey de esa Plaza certifico que hallándome de comandante del Campo del bloqueo de la Colonia del Sacramento el año de mil setecientos sesenta y dos pasó a servir en aquel sitio con el Cuerpo de Milicias a su mando el Sargento mayor que era de ellas Don Manuel Pinazo (...) y que se mantubo ocupado en varios puestos y comisiones hasta la rendición de la plaza (...) y que haviendome retirado a esa Capital para tomar el gobierno interino de ella, lo nombré por dos ocasiones para conducir a su cargo a la ciudad de Córdoba las tropas Portuguesas y vecinos prisioneros de guerra de aquella Plaza rendida que se destinaron a la Provincia del Tucumán".
En 15 de mayo de ese año, Pedro de Cevallos lo designó "sargento mayor de Milicias de Caballería de los Partidos de Conchas arriba y Conchas abajo, costa y Cañada de Escobar".
En 1765 y 1766 se convirtió en miembro del Cabildo de Luján. Era ya uno de los principales hacendados del territorio, no solo por lo extenso de sus tierras sino por su ascendiente entre los grandes terratenientes de la frontera.
Entre 1766 y 1768 hizo tres salidas contra los indios:"que en los años de sesenta y seis, sesenta y siete y sesenta y ocho hizo tres salidas a la campaña para contener las irrupciones de los indios, hasta el Río Colorado".
El nuevo gobernador del Río de la Plata Francisco de Paula Bucareli y Ursúa lo confirmó en el puesto de sargento mayor y el 9 de septiembre de 1769 le nombró comandante de la expedición a Salinas Grandes que efectuó a comienzos del siguiente año, con la colaboración del cacique pampa Calfuguor (Zorro azul).

## Tratado de la Laguna de los Huesos
En mayo de 1770 Pinazo y su tropa se encontraron con doce caciques pampas convocados para proponerles una oferta de paz del gobernador. La situación de los pampas era crítica: hostigados por la presión del avance de los araucanos y hambreados porque la sequía hacia que el ganado se alzara hacia las aguadas del norte, se verían forzados a aceptar las condiciones de Pinazo.
Pinazo, por su parte, tenía órdenes de romper hostilidades en el caso de que aquellos no aceptaran.
Obraba como más cercano antecedente el del Tratado de paz de 1742 con los Indios Pampas. El 20 de mayo de 1770 se firmó el Tratado de la Laguna de los Huesos con la asistencia de los caciques Lapin Aguel, Tambu Naguel, Cadu Pagni, Lical Naguel, Tanamangue, Alcaluan, Columillam, Cailallamantu, Quintellanca, Nabatilpay, Cahumillanca y Epullanca. El mismo establecía que las tribus firmantes no podrían transponer la línea de frontera y en caso de hacerlo sería por la de Luján siguiendo el camino de Salinas, no excediendo el número de 6 personas y custodiados por soldados de esa frontera. Serían también responsabilizados por cualquier daño que se experimentara en su jurisdicción aunque lo ejecutaran indios de otras naciones, lo que los obligaba a actuar como primera línea de defensa contra los ranqueles. Entregarían en Luján, aunque contra pago, todos sus cautivos, cada cacique por turnos de dos meses entregaría un hijo como rehén y, finalmente, obligarían al cacique pampa Rafael a aceptar la paz o de negarse traerían su cabeza.
El tratado consiguió que algunas tribus pampas dejaran las armas, comerciaran en los poblados fronterizos y hasta trabajaran en las cosechas de las estancias de frontera.
Pero la política de Pinazo era dividir y enfrentar a pampas, tehuelches y ranqueles. Pinazo ordenó atacar varias tolderías ranqueles opuestas al tratado, cuyos moradores fueron pasados a cuchillo salvo los chicos menores de ocho años. En represalia los ranqueles arrasaron los toldos de los caciques aliados y una actitud similar tomaron pronto los caciques tehuelches Flamenco y Guayquitipay.

## Expedición de 1770
El Gobernador del Río de la Plata Juan José de Vértiz y Salcedo encomendó a Manuel de Pinazo la represión de los tehuelches. El 1 de octubre los hombres de la Guardia de Luján, 166 blandengues y vecinos voluntarios al mando de los capitanes José Bague y Juan Antonio Hernández, se concentraban en Laguna de Palentelen y partían a Médano Partido donde se les sumó Manuel Pinazo con 62 hombres de la guarnición del Fuerte de Salto al mando del sargento mayor Pascual Martínez, con dos pequeños cañones de campaña, y 123 indios de lanza y otros 168 armado de boleadoras.
La expedición marchó por el camino a Salinas y el día 6 de octubre alcanzaron la laguna que los indios llamaron Tenemeche, posteriormente llamada Blanca Grande donde se reunieron con los caciques Lepin y Lincón. El 12 cruzaron el río Quequén Salado y el 13 divisaron la Sierra de Cashuati (Sierra de la Ventana). El 14 de octubre alcanzaron una toldería de Lincón que había sido destruida por los tehuelches, encontrando varios muertos.
El 16 de octubre los expedicionarios cruzaron el río de los Sauces y guiados por la mujer de Lincón, que había estado prisionera de los tehuelches, continuaron su marcha hacia el río Colorado (Argentina). Los hombres de Flamenco advirtieron las partidas exploradoras y se retiraron precipitadamente por lo que Pinazo, falto ya de víveres, ordenó retroceder.
Ya repasado el río de los Sauces, el 7 de noviembre encontró rastros de indios que parecían dirigirse Quequén arriba por lo que Pinazo siguió su rumbo. El 13 el grueso de la expedición alcanzó las estribaciones de la sierra de Volcán. Ubicada la partida india, al amanecer del 15 los rodeó desplegando a sus fuerzas en pequeñas partidas para evitar la huida. En el combate que siguió murieron 102 indios y solo 2 hombres de la expedición. Pinazo tomó 4000 caballos, rescató indias cautivas de la tribu de Lincón y tomó dos prisioneros, que interrogados, afirmaron que Guayquitipay planeaba atacarlos conjuntamente con Flamenco.
El 17 tuvo noticias por intermedio del cacique Currel de que Guayquitipay había intentando invadir los toldos de Lincón mientras este se hallaba en la expedición. El 27 alcanzaron los toldos de Guayquitipay guiados por baquenos de Currel y el 29 de noviembre se produjo el ataque derrotando completamente a la tribu.
Uno de los partícipes de la expedición hasta el Río Colorado, el capitán Juan Antonio Hernando, dejó escrito un Diario de la misma.
Pinazo regresó finalmente a Buenos Aires. Había cabalgado cerca de 80 km diarios, una proeza para la época, y causado numerosas bajas a sus adversarios. Había por su parte perdido un tercio de su tropa por deserciones. Vértiz, el 5 de diciembre de 1770 le expresó su agradecimiento por el "infatigable celo con que castigo Ud a los Peguelchis y demás indiada enemiga (...) logró sorprehender y acabar con porción de Peguelchis y demás indiada opuesta a nosotros (...) Desde luego mandará Usted repartir entre la Armada todos los despojos que habían cojido".

## Nuevas campañas (1770-1777)
Durante dos años permaneció la frontera en calma y Pinazo volvió a atender su hacienda y los intereses de su gremio: en 1772 recomendó que se tomaran las providencias necesarias para que solo los "hacendados reconocidos" participaran de las recogidas de ganado hechas en el pago de Las Conchas.
Ese mismo año, revistando como sargento mayor en el partido de Luján, volvió a las armas y realizó otra salida hacia las Sierras del sur de la provincia de Buenos Aires:"en el mil setecientos setenta y dos, ya en calidad de Comandante de las milicias de frontera, pasó al reconocimiento y demarcación de terrenos de estas campiñas desiertas, hasta internarse en las Sierras".
El 17 de julio de 1772 el gobernador Vértiz le daba las siguientes instrucciones:"Para evitar las irrupciones con que segun me avisa el señor Presidente de Chile intentan imbadir varias naciones de Indios de aquel Reyno las fronteras de esta Provincia y aun a esta capital (...) apronte Usted trescientos hombres con los correspondientes oficiales,bien montados y armados, y camine por la Guardia de esa frontera y unido con toda la tropa de ella a la Cabeza del Buey, en que hará alto por ser este parage destinado para el punto de reunión, donde se congregaran los varios destacamentos que a las órdenes de Usted deverán observar, arreglado a las instrucciones que a ese efecto le comunicaré, reconociendo en su marcha, a derecha e izquierda, como tamvien por las Partidas abanzadas, todas las nobedades que distinga, así para precaverse contra toda sorpresa, como para atacar los Indios enemigos en caso de que su situación y numero lo permita (...) procurará Usted recoger todas las cavalladas que a esta Jurisdicción convengan, sin dispensar gracia alguna, por circunstanciados que sean los sugetos a quienes correspondan, pues interesandose la causa comun en esta expedición, se hace indispensable este recurso, como único que se presenta para su apronto y frustrar los designios de aquellos varbaros".
Planteándose ya la posibilidad de avanzar la frontera o cuando menos mejorar las posiciones fortificadas que la guarnecían, el 24 de agosto de 1772 Vértiz le daba instrucciones para "disponer lo que mas combeniencia le parezca al resguardo de las fronteras y haciendas que en ellas se hallan (...) abanzar las guardias de la frontera (...)identificar parajes", etc. Asimismo, le encargaba la instrucción de las milicias de la campaña.
El 31 de mayo de 1774 Vértiz le ordena adoptar las medidas necesarias para contener una incursión "que según anuncia Navalpam, biene caminando aestas fronteras". Pinazo efectuó una salida al frente de milicianos y pampas, y en cercanías del río Salado (Guardia del Zanjón) dio muerte al cacique cacique puelche serrano Guayquitripay, padre del futuro cacique Ina Ca Yal.
Ese año se efectuaron tareas de mensura entre los ríos Luján y Las Conchas para definir los límites de las propiedades hasta entonces reconocidas por las "suertes". Los comisionados adoptaron el criterio de medir desde la orilla misma del río Luján, incluyendo así los bañados que había en ella. De esta manera, muchos de los pequeños propietarios de las suertes que allí se vieron en posesión de tierras inútiles y privados de sus terrenos para cultivo y cría que pasaron a manos de los grandes hacendados, Pinazo entre ellos. Los pequeños propietarios recurrieron al Cabildo que por una vez tomó su partido y aconsejó que no se innovara en la costumbre de mensurar desde las barrancas de las zonas de bañado.
En abril de 1775 hizo campaña contra los indígenas que halló en la rastrillada de los chilenos que conducía a las Salinas Grandes, matando a unos 40: "sorprendió con sus tropas las tolderías de los caciques Cheymán u Camioí, que con los indios en facción habían hostilizado esas campañas, dejando muertos en el campo a cuantos resistieron rendirse a nuestras armas y remitiendo a la Capital un crecido número de indios de todas edades y sexos".
La expedición que emprendió Pinazo en 1775 generó desconfianza entre algunos caciques aliados. El Cabildo de Buenos Aires decidió anticiparse a una probable invasión y Pinazo "en el mil setecientos setenta y seis hizo otra salida a mi orden en seguimiento de los mismos enemigos, que logrando alcanzarlos tuvo igual felicidad y efecto que en la antecedente". La expedición de 800 hombres al mando de los sargentos mayores Pinazo, Clemente López Osornio y Bernardino Antonio de Lalinde, que partió en agosto de 1776. La columna de López Osornio estaba compuesta por 2 compañías de blandengues y milicianos de Luján, luego de expedicionar por Palantelén, Cruz de Guerra y las sierra del Guayrú, el 13 de septiembre atacó una toldería matando unos 200 indígenas, incluyendo a 6 caciques. La columna de Pinazo estaba integrada por 200 blandengues y milicianos, que el 24 de septiembre mataron unos 100 indígenas y un cacique en las tolderías de la Laguna Blanca (actual Partido de Olavarría).
En represalia a fines de diciembre unos 300 indígenas invadieron el pago de La Matanza y dieron muerte a 23 personas y llevaron 40 cautivos.
Ese año Pinazo estaba ya virtualmente al mando de la frontera, lo que generaba fricciones con otros sargentos mayores de los partidos de frontera. El 5 de mayo de 1776 el coronel Diego de Salas debía dar órdenes a los sargentos mayores Clemente López de Osornio, Bernardino Antonio de Galinde, Pascual Martínez, Diego Trillo" de que obedecieran a Pinazo y el 7 de septiembre de 1776 debía insistir ante Bernardino Antonio de Galinde en igual sentido. 
Finalmente, el 7 de noviembre de 1776 fue promovido a maestre de campo general en la campaña de Buenos Aires.

## Cevallos

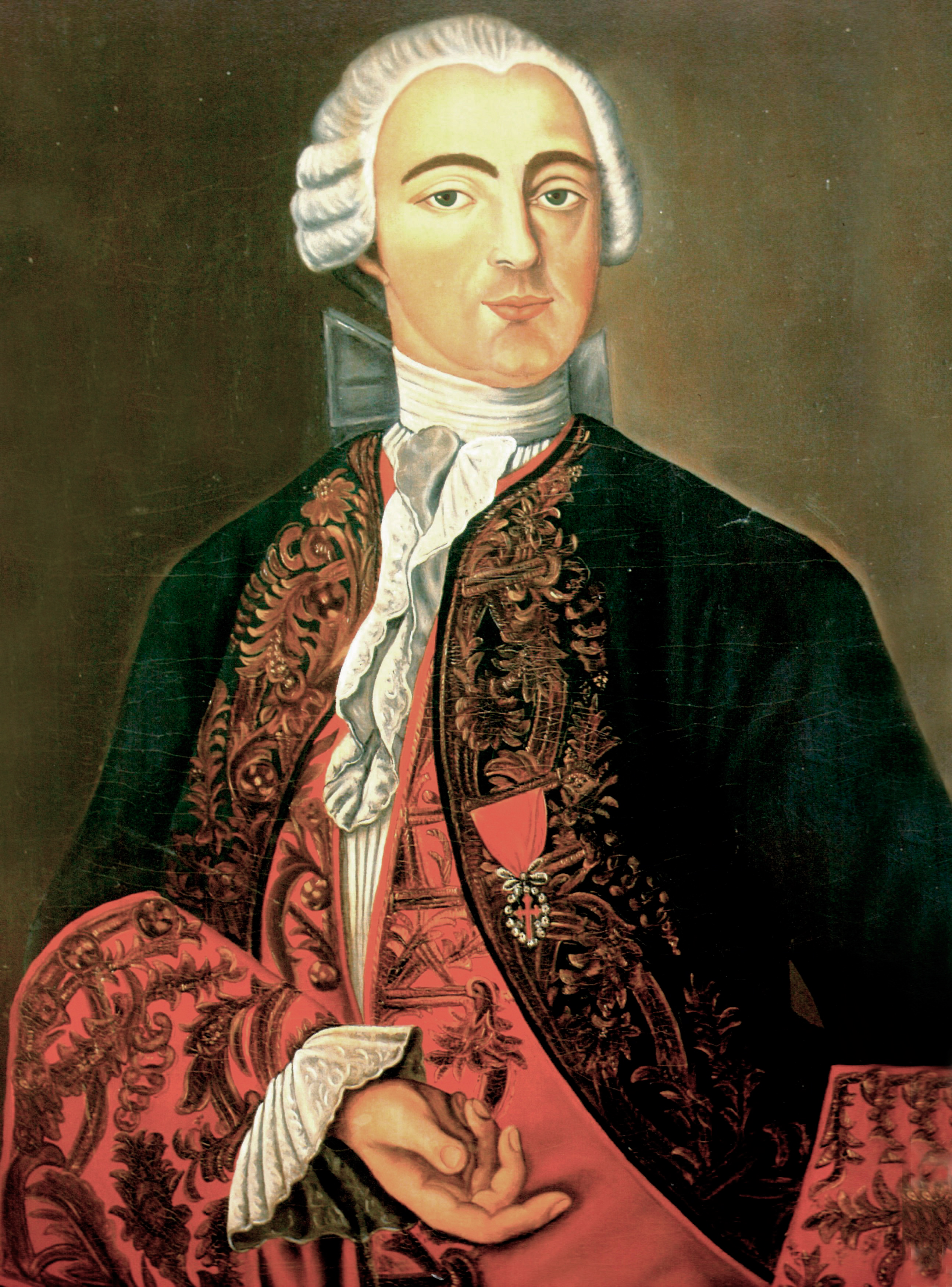
Pedro de Cevallos.

En 1777 se renovaron las conversaciones de paz entre el lenguaraz Villaseñor, enviado por Pinazo a los toldos, y los caciques pampas. Pero ese mismo año, tras una fuerte invasión realizada en enero Pedro de Cevallos quien asumía el gobierno del nuevo Virreinato del Río de la Plata, envió instrucciones al Cabildo para que estableciera guardias en lugares estratégicos para poner inmediato remedio a las invasiones de los indios. El 2 de julio de 1777 se reunió a esos efectos el Cabildo. El maestre de campo Manuel Pinazo, que asistía a la reunión, propuso que las guardias establecidas al norte del Salado, fueran trasladadas a la banda sur y colocadas en la laguna de los Camarones (la del Zanjón), los manantiales de Casco (la de Luján) y en laguna del Carpincho (el fuerte de Salto). De las otras cuatro guardias mantenidas por los milicianos "a ración y sin sueldo", proponía dejar solo dos, la de la Matanza (llevándola al arroyo de Las Flores), y la de Las Conchas (trasladada a la Laguna del Trigo).
Mientras el Cabildo debate la propuesta, en octubre de 1777 salió nuevamente a campaña bajo el mando de Diego de Salas:"en el mil setecientos setenta y siete repitió su salida para separarlos de estas fronteras y hallándose amenazada, para un próximo y general insulto, y sabiendo yo en persona en el mismo año, a contener a los indios y asegurar las haziendas y cosechas que tanto importaba guardarlas y conservarlas en aquella estación para el abasto de las topas y crecida expedición del Marqués que trajo dicho señor excelentísimo Don Pedro de Cevallos para la rendisión de Santa Cathalina y Colonia del Sacramento me acompañó y sirvió a mis ordenes con las milicias a su cargo por espacio de cinco meses que hasta conseguir el fin permaneció el ejército en el campo".
En noviembre numerosas partidas de indios de lanza se concentraron en arroyo Dulce y laguna de Melincué con intención de atacar Areco, Salto y Pergamino. Pese a ser época de cosechas, la población se replegó sobre los fuertes.
Esto último impulsó a Cevallos a su regreso después de expulsar a los portugueses de Colonia del Sacramento a reunir una junta de guerra en la ciudad, para que aconsejara medidas contra los indios. Pinazo formó parte de esta junta, que insistió con su proyecto anterior, pero Ceballos deseaba una solución radical y solicitó a la Corte autorización para preparar una ofensiva general sobre toda la extensión de la frontera con un ejército de 10 o 12 mil hombres que reuniría las milicias de las provincias de Buenos Aires, Córdoba, San Luis, Mendoza y algunos de Santiago del Estero.

## Expedición de 1778
En 1778 efectuó una nueva expediciòn a las Salinas Grandes (Guaminí, Epecuén, Monte), la más importante de las efectuadas hasta entonces por los recursos involucrados: 400 dragones y blandengues, 1000 picadores y boyeros, 12000 bueyes, 2600 caballos y 600 carretas componían la caravana.
La sal, a fines de evitar la especulación, pertenecía al Cabildo de Buenos Aires que la vendía dando un porcentaje a los expedicionarios.
Los objetivos de Pinazo eran esta vez, no solo proveer de sal a la ciudad, sino disponer si juzgara factible y conveniente la ocupación del territorio. La baja calidad de la sal y los riesgos inherentes a mantener esa posición avanzada hicieron que Pinazo desistiera y resolviera regresar. Pero la expedición generó considerable alarma entre todas las tribus ya que las Salinas eran en ese momento uno de los principales centros de comunicación, descanso e intercambio para los indios.
Pinazo supo por el ulmen Chenquihuala (CHeuquehualá) que se había formado una confederación de pampas, tehuelches y ranqueles, unas mil lanzas, que evaluaba dos posibles respuestas: un ataque a la expedición salinera o un malón sobre algún puesto fronterizo. Finalmente, Chenquihuala mismo encabezaría el ataque contra la Guardia del Monte masacrando la guarnición en la Nochebuena de 1778.
A su regreso el Cabildo se expresó en términos honrosos de su persona en un documento del 27 de febrero de 1778 donde lo califica de "un buen vecino".
Pero "quebrantado de salud suplicó al Señor Virrey lo relevare del trabajo de tantos años sin que por estos servicios y empleos que ha tenido se le haya considerado sueldo alguno, haciendolos a su costa y mención, con abandono de sus intereses, que hoy representan a la vista bastantemente escasos".

## Avance de la frontera (1779-1781)
La autorización real para llevar la ofensiva propuesta por Cevallos llegó en 1778, en momentos en que Juan José de Vértiz y Salcedo (1778-1784), tomaba a su cargo el Virreinato. El 10 de setiembre de 1778 una nueva junta de guerra que integraba Pinazo se opuso al proyecto de Cevallos arguyendo la imposibilidad de levantar y mantener un ejército tan numeroso y volviendo a proponer el traslado de las guardias al sur del Salado.
La propuesta de avanzar sobre la línea de fortines hasta la otra margen del Salado era el proyecto de los grandes hacendados, representados por Manuel Pinazo y Clemente López. En la junta de 1779 Pinazo justifica con el argumento de que el Salado serviría "de barrera en caso de seca, para que no se pasen los ganados a la otra banda y aún cuando lo intenten en busca de las aguas de aquellas lagunas sirvan la misma guardia de sujeción y a que no se extravien".
Pero los grandes hacendados se conformaban con llevarla a la otra banda del Salado. Por su parte, los pequeños y medianos hacendados, beneficiados por la expansión de la exportación de cueros, grasas y sebo gracias a los buques de registro, necesitaban nuevas tierras y pretendían extender la frontera hasta las serranías del Volcán (Tandil).
Antes de decidir, Vértiz encargó al teniente coronel Francisco Betbezé realizar un reconocimiento de los lugares que ocupaban los fortines y de las zonas señaladas para el traslado. El 12 de abril de 1779 presentó su informe aconsejando dejar en su lugar los fuertes y fortines existentes y agregar nuevos para fortalecer la línea de defensa.
Tanto la salud como la posición de Pinazo se deterioraba. El 8 de mayo de 1779, Vértiz le comunicó que "Con el fin de que se haga un alistamiento general de los havitantes de la Campaña y se tome el conocimiento preciso de las compañías a que deven respectivamente destinarse (...) he comisionado al capitán Don Juan Josef Sardén, Ayudante mayor de la Azamblea de Cavallería". Seguidamente le pedía aportar "su dilatada experiencia y práctica" en auxilio del comisionado.
El 17 de mayo de 1779 Vértiz definía claramente la situación: "Las repetidas instancias de Usted a efectos de que se le reforme el empleo de maestre de Campo, por sus continuados servicios y hallarse actualmente accidentado, me han inducido a la decisión de comisionar a Don Juan Josef de Sardén por comandante de frontera, subinspector de todas las milicias de Campaña, pero como este precisa instruirse (...) no tengo por ahora por conveniente conceder a Usted la reforma que pretende".
El 1 de junio de 1779 Vértiz dio su aprobación al proyecto de Betbezé, variando solamente el lugar de traslado del Zanjón al elegir en vez de la laguna de Vitel la de Chascomús. Cada una de las cinco compañías de blandengues constaría de solo 54 soldados.
La nueva línea de fortificaciones quedó concluida en 1781 y constaba del fuerte de Salto, el Fuerte San José de Luján, el Fuerte San Juan Bautista de Chascomús, el Fuerte de Monte, el fuerte San Francisco de Rojas, el fortín Lobos, el Fortín Nuestra Señora del Pilar de los Ranchos, Fortín Navarro, Fortín San Claudio de Areco, Fortín de las Mercedes y Fortín Melincué. Los fuertes fueron ocupados por los blandengues, y los fortines por 12 milicianos "a ración y sin sueldo", con la misión principal de detectar brechas y avances de exploradores y facilitar la aproximación, comunicación y enlace entre los fuertes, por cuanto se hallaban separados entre 70 y 100 km: esas posiciones debían defender una línea cuya longitud total alcanzaba los 330 km.

## Retiro
El 19 de noviembre de 1783 se le concedió su retiro "en atención a la abanzada edad y achaques" y "declarándolo acreedor a las gracias que S.M. se dignare dispensarle por sus distinguidos servicios que ha desempeñado otras mucha comisiones a satisfacción de Vértiz con motivo a las expediciones que en aquellas costas y Provincias se ofrecieron manifestando su conducta, valor y amor al real servicio, así en la rendición de la Colonia del Sacramento, como en la defensa de la frontera de Buenos Ayres y persecución de los indios infieles".
Durante su comandancia levantó planos de las fronteras, sus aguadas, lagos, ríos, montes y pastos para el mejor conocimiento de la región.
Pinazo tenía fama de temerario, eficaz y cruel en su lucha contra los indios. A fines de 1780 una confederación de indios debatieron un ataque por la Cañada de la Paja, Cañuelas y Matanza, con el propósito manifiesto de capturar y matar a Pinazo, quien vivía en Luján, para vengarse y por considerado su principal adversario.
Pese a su situación de retiro, el 19 de julio de 1786 comandó una nueva y postrera expedición a las Salinas. Ha quedado el Diario de esa expedición escrita esta por el alférez Pablo Zizur. A su regreso pidió al Cabildo que certificara sus servicios. El 19 de diciembre de 1786 el Cabildo de Buenos Aires se expresaba con términos laudatorios de su persona y sus servicios: "es muy amable y querido de todas las gentes de la campaña, como que las ha gobernado por muchos años, con mucha satisfacción en el concepto de maestre de campo general y comandante de todas ellas (...) siendo notorios y constantes no solo los importantes servicios hechos al Rey y a la Patria (...) sino la juiciosa experiencia en las muchas e importantes comisiones que ha tenido a su cargo (...) save a fondo el caracter de los Indios, no ignora como se manejan, es hombre de experiencia y ha avatido frecuentemente el orgullo de los Barvaros".
El 31 de enero de 1787 efectuó una petición de "algún competente sueldo con que proporcionar descanso a mi ancianidad" que fue elevado por Francisco Antonio de Basavilbaso.
El Cabildo de Buenos Aires (Warnes, Saenz, Mansilla, Lezica, Erezcano, Romero) en acordada del 27 de febrero de 1788 solicitó a sus diputados en la última expedición a las Salinas un informe previo a expedir la certificación correspondiente. Los diputados Manuel Joaquín de Zapiola y Joseph Martinez de Hoz respondieron el 6 de marzo de 1788 que 

"este buen vecino es uno de los sugetos que la soberana providencia destina para vien y alivio de los Pueblos (...) expedición del año pasado de 1787 hecha en busca de sal al país de los infieles, en que a pesar de los obstaculos que se ofrecieron por la flacura de Bueyes que havian de conducir las carretas y la grande escasez de agua del camino se logró completamente (...) trajo tres mozos cautivos christianos, rescatados los dos con su dinero y el otro dado o quitado sin resistencia suya siendo efecto de su ingeniosa sagacidad con ellos y con los nuestros (...) siendo gente de tan varias especies no acostumbrada a disciplina."

El 6 de marzo de 1788 Pinazo daba como razones para su pedido que "cuando a los 70 años he mirado mis cortas tierras las he visto hechas un herial y mis ganados estinguidos, efecto de haverlo descuidado todo por haver estado siempre ya matando infieles, ya haciendolos prisioneros, ya hauyentandolos de esta Jurisdición, y ya también dirigiendo muchas Expediciones me hallo sin tener con que subsistir ni poder dar decente carrera a mi familia especialmente a mis dos nietos huérfanos, cuyo padre también tuvo la honra de servir a S.M y murió de Ayudante Mayor de las Milicias de Campaña".
Efectivamente, además de solicitar un sueldo vitalicio solicitaba pensión para sus dos nietos o al menos para uno "que se halla de colegial estudiando filosofia en este Real Colegio, o alguna Vacante de Real provisión eclesiástica o Capellanía Real, y al otro el empleo de Subteniente en uno de los Regimientos Fixos de esta Plaza, o Cuerpo de Blandengues".
El virrey Marqués de Loreto, en nota del 19 de agosto de 1788 apoyó su petición y consultado por el puesto y sueldo que debía reconocerse a los efectos de establecer un monto de pensión respondió que "aunque pudiera conceptuarse a Dn Manuel Pinazo como coronel de Milicias retirado y señalársele el sueldo de tal, le parece quedara contento con 500 pesos anuales".
Finalmente le fue acordado el 9 de noviembre de 1789 un "sueldo vitalicio de 500 pesos anuales sobre las cajas reales de aquella Capital", resolución que fue recién notificada al nuevo virrey Nicolás Antonio de Arredondo el 31 de marzo de 1790.
Pinazo continuó de todas maneras ligado a la vida de frontera hasta sus últimos días. Ese mismo año de 1790, entregó 47 pesos y 7 reales para el rescate de una cautiva del cacique Caniguan y cinco años después sería nuevamente cabildante.
Fue cuatro veces Alcalde Ordinario de la Villa de Luján (1776, 1789, 1795 y 1796) y miembro de su Cabildo en 1765, 1766, 1776, 1777, 1778, 1780, 1789 y 1795. 
Durante sus períodos como alcalde residió en Luján, construyendo el edificio que hoy es sede del Museo Histórico de Luján, la llamada Casa del Virrey Sobremonte.
Su hermano Ramón Pinazo fue también miembro del Cabildo de Luján en 1797, 1798, 1892 y 1803 y portaestandarte de 3.º escuadrón del regimiento de voluntarios de caballería de la frontera de Buenos Aires.
Sus relaciones con los principales hacendados de sus pagos eran firmes. Uno de ellos, Vicente Buenamayson, era suegro de Ramón Pinazo. Francisco Viñales, Alcalde de Hermandad en 1788, 1791, 1793 y 1795, estaba relacionado a través del compadrazgo con la sobrina de Manuel Pinazo, quien era a la vez el compadre de Joaquín Cabot, miembro del Cabildo de Luján en 1763, 1770, 1790 y 1799.
Pinazo no solo fue uno de los principales terratenientes de la época sino uno de sus principales organizadores y defensores de sus intereses como clase o "gremio" según la acepción de la época. A su política frente a la amenaza indígena y tendiente a la organización y concentración de la tenencia de la tierra se sumaron medidas para reprimir a los "vagos y malentretenidos" que recorrían la frontera o, mejor aún, convertirlos en mano de obra disciplinada a disposición de los estancieros. En ese sentido, sabiendo que en las pulperías se distraían jugando a la taba y tomando aguardiente obligó a los pulperos a cerrar durante ciertas horas del día. Incluso, intentó extender esa disciplina a los "hijos de familia", prohibiéndoles que concurrieran a las canchas de bolos.
Cuando le tocó hacer testamento declaró tierras por 22000 varas (más de 18 km) con su fondo en Cañada de Escobar, sin contar una suerte menor sobre el río Luján. No era grande su rodeo, más bien arrendaba y prestaba dinero. Tenía once esclavos, dos casas en Buenos Aires y una quinta.
Manuel de Pinazo murió en su hogar en la primavera de 1792. Fallecido Pinazo, su hacienda fue heredada en gran parte por su nieto José Gregorio Pinazo, quién procedió a subdividirlas en varias fracciones menores. Muchos años después, el 1 de marzo de 1837, José Gregorio Pinazo vendía al general Ángel Pacheco, ante el escribano Marcos Leonardo Agrelo, algunos de sus bienes.
La ciudad y partido de José C.Paz llevó originalmente el nombre de Arroyo Pinazo y en 1952 el de Manuel de Pinazo.